# Joaquín de Barroeta y Pardo-Manuel de Villena
Joaquín de Barroeta y Pardo-Manuel de Villena (Madrid, 1901-Lisboa, 10 de febrero de 1934) fue el heredero del marquesado de Puebla de Rocamora desde 1929 hasta su fallecimiento en 1934.
Nació en Madrid en 1901, hijo de la II marquesa de Puebla de Rocamora Isabel de Pardo y Manuel de Villena y de Alfonso de Barroeta y Márquez.
Su madre había heredado el marquesado de Puebla de Rocamora en el reparto que hizo del patrimonio de la Casa de Manuel de Villena su abuela María Isabel Manuel de Villena y Álvarez de las Asturias. Esto convertía a Joaquín en heredero del marquesado en 1929.
Joaquín fue piloto aviador, acabando más tarde como capitán de caballería en León.
Falleció en la ciudad portuguesa de Lisboa el 10 de febrero de 1934 a la edad de 33 años y sin haber podido heredar el patrimonio familiar. Sin embargo fue quien introdujo la Casa de Barroeta en el marquesado de Puebla de Rocamora. 
Fue su hija Isabel de Barroeta y Bretos la que sucediera a su madre como III marquesa de Puebla de Rocamora en 1936 a los doce años de edad.

## Matrimonio e hijos
Joaquín había casado en 1923 con Trinidad de Bretos y Quiemy y tuvieron dos hijos:
- Isabel de Barroeta y Bretos (nacida en 1924), III marquesa de Puebla de Rocamora

- Paloma de Barroeta y Bretos (1926-¿?)